# Johan Farjot

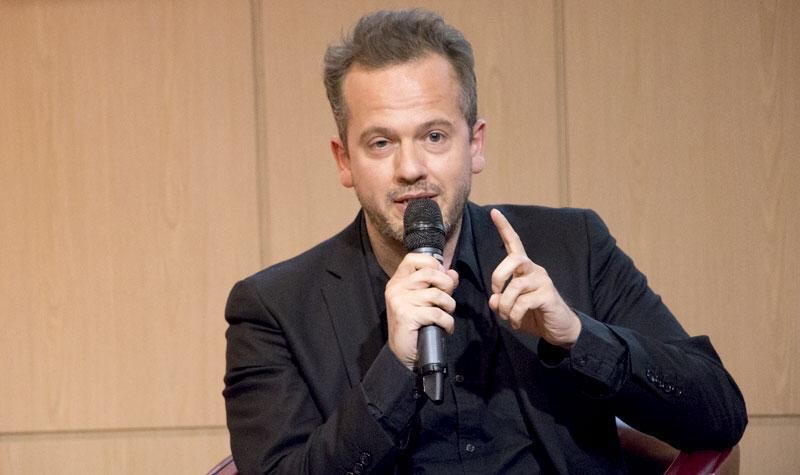
Johan Farjot, compositor y arreglista francés.

Johan Farjot es un pianista, director de orquesta, compositor, arreglista y pedagogo francés.

## Biografía
Johan Farjot nace en Saint-Étienne, donde debuta el aprendizaje de la música en el seno del conservatoire à rayonnement régional local. Se perfecciona luego en el Conservatoire nacional superior de música y de danza de París con, entre otros los profesores Michaël Levinas, Thierry Escaich, Zsolt Nagy y logra cinco Premios (armonía, contrapunto, fugua, análisis, dirección de orquesta).
Titular de la Agregación de Música, Johan Farjot estudia paralelamente música de cámara en el Conservatorio nacional superior de música y de danza de Lyon.

## Actividades Musicales

### Compositor, arreglista
Compositor de múltiples facetas, Johan Farjot no entra en etiquetas estilísticas. Su obra ha sido defendida por numerosos intérpretes como atestigua el reciente disco favorablemente criticado (Diapason de Oro, Diapason del Año, Elección de France Musique, etc.), salido en agosto de 2019 en Outhere - Fuga Libera, Contemporary Clarinet Concertos.
En este disco figura junto a los conciertos de Lindberg y Hartmann, su triple concerto Fantasme - Cercles de Mana para viola (Arnaud Thorette), violonchelo (Antoine Pierlot), clarinete (Jean-Luc Votano) y orquesta (Orquesta Philharmonique Royal de Lieja dirigido por Christian Arming).
Una monografía digital ha salido también en mayo de 2020 (salida física en septiembre de 2020) en Klarthe, bajo el título Childhood, con piezas camerísticas de Johan Farjot, interpretadas por una treintena de artistas (tales como Ensemble Contraste, Geneviève Laurenceau, Jérôme Ducros, Pierre Génisson, etc.).
El compositor Johan Farjot aborda igualmente otros estilos, como se aprecia en el libro-disco pop aparecido con Ensemble Contraste, en 2017 en Gallimard, titulado Georgia, Tous mes Rêves chantent (autor : Thimotée de Fombelle, ilustrador : Benjamin Chaud) junto con la asociación . Numerosos artistas han participado y cantado su música (Alain Chamfort, Emily Loizeau, Albin de la Simone, Marie Oppert, etc.)
En la misma dirección, aparece en verano de 2020 en Flammarion, un libro-disco para niños titulado Siam – Au fil de l'eau (autor : Arnaud Thorette, ilustrador : Olivier Latyk) con intervenciones de los artistas (Gérard Jugnot, François-Xavier Demaison, Juliette, Tim Dup, etc.) con la Asociación Le Rire médecin.
A finales del mismo verano de 2020, reinterpreta Schubert para un disco de Ensemble Contraste junto con la cantante de influencias Folk, Rosemary Standley, en Alpha (Schubert in Love).
En su faceta de arreglista, Johan Farjot propone nuevas perspectivas de la música que le pasiona, como se puede ver ejemplos que van desde la comedia musical (disco Song  de 2011, Naïve, junto con los cantantes líricos Karine Deshayes, Sandrine Piau, Magali Léger, Alain Buet, Sébastien Droy, Sébastien Guèze, etc.) hasta J.S. Bach (Transcripciones, Dolce Volta, 2013), pasando por el tango (Café 1930, Zig-Zag Territoires, 2009 y Besame Mucho, Aparté, 2017, con la Orquesta Philharmonique Royal de Lieja). 
En el ámbito del jazz, sus composiciones que se dirigen a un conjunto muy particular (dos teclados con Karol Beffa, Arnaud Thorette a la viola y Raphaël Imbert al saxofón) para un disco titulado Miroir(s) aparecido en 2013 en Naïve en el cual se redescubren los grandes temas clásicos del imaginario colectivo.

### Pianista, director de orquesta
Fundador y pianista de Ensemble Contraste, que codirige con el violinista y violista, Arnaud Thorette, su intensa discografía es aplaudida por la crítica (Diapason d'or, Choc Classica, etc.). Johan Farjot actúa con socios prestigiosos en numerosos festivales y conciertos en Francia y en el extranjero. 
De entre la treintena de sus grabaciones destacan en Cyprès (2009), un disco volcado en la música de Bruch (Diapason d'Or); en Zig-Zag Territoires (2010), las tres sonatas de Brahms para violín y piano con Geneviève Laurenceau; así como un disco incluyendo el primer Cuarteto con piano y La Bonne Chanson  de Gabriel Fauré interpretado por Ensemble Contraste y Karine Deshayes; en Timpani - Choc Classica (2010) con el conjunto Initium, una monografía volcada en Onslow; y en 2012, con los mismos intérpretes, un disco volcado en Charles Koechlin. 
Mencionemos un disco Bach en Dolce Volta (Harmonia Mundi) con Ensemble Contraste así como un disco Schumann en Cyprès con Jean-Luc Votano y Arnaud Thorette.
En 2015, dirige dos discos en Aparté : Après un rêve, disco de melodías francesas interpretadas por la mezzo-soprano Karine Deshayes (Choc Classica) y Into the dark, piezas para orquesta de cuerdas de Karol Beffa con Karine Deshayes, Arnaud Thorette, Emmanuel Ceysson y Ensemble Contraste ampliado.
Como intérprete, Johan Farjot se muestra siempre muy cercano de la creación (Karol Beffa, Philippe Hersant, etc.).
Por otra parte, Johan Farjot ha bordeado siempre el universo del jazz como pianista, compartiento cartel con grandes intérpretes tales Anne Paceo, Hugh Coltman, Daniel Humair, André Ceccarelli, etc. Es el codirector artístico, con el saxofonista Raphaël Imbert, de la serie Las 1001 Noches del Jazz desde marzo de 2016, en Bal Blomet, club de Jazz histórico del XV distrito de París (2 conciertos por mes con numerosos invitados). Un testimonio discográfiáco live aparece en primavera 2020 en MDC/Pias (Les Mille et une Nuits du Jazz. Johan Farjot, Raphaël Imbert and Guests).
Responsable de la coordinación musical de la Université Paris Sciences et Lettres donde dirige los conjuntos coral y orquestral, Johan Farjot es el invitado de varias entidades en Francia y en el extranjero : Orquesta Nacional del Capitole de Toulouse, Orquesta de la Radio de Bratislava, Orquesta Filarmónica de Durban, Orquesta de la Ópera de Marsella, Orquesta Nacional de Auvernia, Orquesta Jan Talich de Praga, Orquesta Berolina-Orchester/Berliner Symphoniker, etc.

### Catálogo selectivo de obras

#### Música para instrumento solo
Carmen d'Escale, Violín, 2019 (ed. Klarthe)
Childhood 1, Piano, 2019 (ed. Klarthe)
Childhood 2, Piano (y saxofón improvisado facultativo), 2019 (ed. Klarthe)
Gretchen’s Room, Piano, 2019
Nuit d'Adieu, Viola, 2014  (ed. Klarthe)
Skyscrapers, Clarinete, 2019 (ed. Klarthe)

#### Música de cámara
Audacieux Pégase, Dúo para saxo alto y piano (obra pedagógica, ed. Soldano), 2019
Choral, para 4 músicos : piano, Fender Rhodes, saxo, viola, 2013
Chidhood 3, para piano y 6 violines, 2020
Cracovia, para 4 músicos : piano, Fender Rhodes, saxo, viola, 2013
Lacrymosa, para 4 músicos : piano, Fender Rhodes, saxo, viola, 2013
Lament, para 4 músicos : piano, Fender Rhodes, saxo, viola, 2013
Menaces de l'Arc, Trío para clarinete, coro y piano, 2019 (ed. Klarthe)
Molly’s Song, para Cuarteto con piano, 2017 (ed. Klarthe)
New York City, para Octeto de saxos : 2 sopr. - 2 alt. - 2 ten. - 2 bar., 2019 (ed. Klarthe)
Paraphrase Gnossienne, para 4 músicos : piano, Fender Rhodes, saxo, viola, 2013
Rivage, para Cuarteto con piano, 2019
Sea Shanties, Trío para clarinete, viola, piano, 2019 (ed. Klarthe)
Un Mot Encore, para 4 músicos : piano, Fender Rhodes, saxo, viola, 2013

#### Música vocal
Haïku 1. (poema anónimo), para voz femenina y piano, 2019 (ed. Klarthe)
Haïku 2. (poema Daniel Morel), para cuarteto vocal masculino (2 tenores - 2 barítonos) y piano, 2019 (ed. Klarthe)
Haïku 3. (poema Familia Ligero) para voz femenina y viola, 2019 (ed. Klarthe)
Nel Mezzo del Cammin (poema Dante) para 2 voces femeninas y cuarteto de cuerdas, 2019 (ed. Klarthe)
Pater Noster, para cuarteto vocal masculino a capela (2 tenores - 2 barítonos), 2019 (ed. Klarthe)

#### Música orquestal
Fantasme - Cercles de Mana, para orquesta sinfónica y 3 solistas concertantes (clarinete, viola y violonchelo), 2014 (ed. Klarthe)
Eau de Vie, para orquesta de cuerdas y piano, 2019

#### Cuentos para niños
Eustache le Moine (Autor :  Arnaud Thorette), para voz masculina y trío (clarinete, viola, piano), 2019
Georgia – Tous mes rêves chantent (Autor : Thimothée de Fombelle), 2016
Siam – Au fil de l'eau (Autor : Arnaud Thorette), 2020

#### Temas de jazz
25 Years, 2018
Blues for Angels, 2018
Get Moving, Lovely Boy, 2018
Next Stop to Roma, 2018

### Discografía selectiva
- Tenebrae, Creaciones para viola y piano de P. Hersant, E. Canat de Chizy, T. Escaich, N. Bacri, K. Beffa, etc. Piano : Johan Farjot, viola : Arnaud Thorette. Accord-Universal, septiembre de 2006.[9]
- HERSANT Philippe, música de cámara. Pn : Johan Farjot, basson : Gilbert Audin, cl : Jean-Marc Fessard, vl : Pierre Colombet, vla : Arnaud Thorette, vlc : Raphaël Merlin. Triton, noviembre de 2007.[10]
- Brahms Johannes, música de cámara. Pn : Johan Farjot, viola : Arnaud Thorette, violonchelo : Raphaël Merlin, voz : Karine Deshayes. Accord-Universal, marzo de 2008.[11]
- Café 1930, tangos (Piazzolla, Gardel, etc.) Ensemble Contraste. Piano y arreglos : Johan Farjot, violín : Geneviève Laurenceau, viola : Arnaud Thorette, violonchelo : Raphaël Merlin, batería : André Ceccarelli, saxo : Raphaël Imbert, canto : Magali Léger y Karine Deshayes. Zig-Zag Territoires, enero de 2009.[12]
- Beffa Karol, Masques, música de cámara. Ensemble Contraste. Piano : Johan Farjot y Karol Beffa, violín, Geneviève Laurenceau, viola : Arnaud Thorette, violonchelo : Antoine Pierlot. Triton, abril de 2009.[13]
- Bruch Max, Música de cámara y orquesta. Piano : Johan Farjot, viola : Arnaud Thorette, clarinete : Jean-Luc Votano, Orquesta filarmónica de Lieja, dirección : Pascal Rophé. Cyprès, junio de 2009.[14]
- Brahms Johannes, Integral de las sonatas para violín y piano. Piano : Johan Farjot, violín: Geneviève Laurenceau. Zig-Zag Territoires, agosto de 2010[15]
- Durosoir Lucien, Música de cámara. Piano : Johan Farjot, Violonchelo : Raphaël Merlin. Alpha, enero de 2011.[16]
- Faure Gabriel, 1.º Cuarteto con piano y La Bonne Chanson. Juntos Contraste. Mezzo : Karine Deshayes , Piano : Johan Farjot, violín : Geneviève Laurenceau, Maud Lovett, viola : Arnaud Thorette, violonchelo : Antoine Pierlot. Zig-Zag Territoires .[17]
- Songs, Comedia musical. Ensemble Contraste, Karine Deshayes, Magali Léger, Alain Buet, Sébastien Guèze, Sébastien Droit, Emily Loizeau, Isabelle Georges, Raphaël Imbert, Rosemary Standley, etc. Naïve, marzo de 2011.[18]
- Onslow George, La musique de chambre avec vents, cordes et piano. Ensemble Contraste, Ensemble Initium. Piano : Johan Farjot. Timpani, abril de 2011.[19]
- Koechlin, La musique de chambre avec vents, cordes et piano. Ensemble Contraste, Ensemble Initium. Piano : Johan Farjot. Timpani, abril de 2012.[20]
- BACH - Transcripción. Ensemble Contraste. Dolce volta, febrero de 2013.[21]
- Schumann’s Fantasy, música de cámara para viola, clarinete y piano. Ensemble Contraste, Piano : Johan Farjot, viola: Arnaud Thorette, Clarinete : Jean-Luc Votano. Cyprès, marzo de 2013.[22]
- Miroir(s), transcripciones jazz. Johan Farjot y Karol Beffa, piano y órgano Fender ; Arnaud Thorette, viola ; Raphaël Imbert, saxo. Naïve, octubre de 2013.[23]
- Tous en coeur, 100 artistas en beneficio de Aldeas Infantiles SOS. Ensemble Contraste ; Naïve, diciembre de 2013.[24]
- Midsummer Phantasy Henry Purcell, Frank Bridge, Olivier Penard. Ensemble Contraste. DUX, diciembre de 2014.[25]
- Into the dark, œuvres de Karol Beffa. Ensemble Contraste, dirección : Johan Farjot, Karine Deshayes, mezzo-soprano ; Arnaud Thorette, violín ; Emmanuel Ceysson, arpa ; Karol Beffa, piano. Aparté, mayo de 2015.[26]
- Après un rêve, Mélodies françaises. Karine Deshayes, Mezzo-Soprano ; Ensemble Contraste. Aparté, mayo de 2015.[27]
- Georgia – Tous mes rêves chantent de Thimotée de Fombelle, música de Johan Farjot. Ensemble Contraste, con Cécile de France, Alain Chamfort, Emily Loizeau, Albin de la Simone, Ben Mazué, Amandine Burgués, Pauline Croze, Ariane Moffatt, Raphaële Lannadère, Babx, Rosemary Standley, Marie Oppert, etc. Gallimard Jeunesse, noviembre de 2016.[28]
- Besame Mucho, Tangos Sinfónicos. Orquesta filarmónica Royal de Lieja, dirección : Johan Farjot; Noémie Waysfeld, canto ; Ensemble Contraste. Aparté, octubre de 2017.[29]
- Eugène Anthiome, Mélodies. Ensemble Contraste, Ambroisine Bré, Mezzo-Soprano. Contraste Production / PIAS, octubre de 2018.[30]
- Contemporary Clarinet Concertos, Lindberg, Hartmann, Farjot (Fantasme – Círculos de Mana). Orquesta filarmónica Royal de Lieja, dirección : Christian Arming ; viola : Arnaud Thorette ; Clarinete : Jean-Luc Votano ; Violonchelo : Antoine Pierlot. Outhere / Fuga Libera, agosto de 2019.[31]
- Les 1001 nuits du jazz – Live au Bal Blomet. Johan Farjot, piano, y Raphaël Imbert, saxo, and guests (Anne Pacéo, Daniel Humair, Hugh Coltman, etc.). MDC / PIAS, marzo de 2020.[32]
- Tohu-Bohu, pièces françaises des XXe et XXIe siècles (Thierry Escaich, Karol Beffa, Olivier Kaspar, Claude Debussy, etc.). Ensemble Saxo Voce, dirección : Johan Farjot. Indésens, abril de 2020
- Childhood, monographie du compositeur Johan Farjot. Una treintena de artistas (Geneviève Laurenceau, Jérôme Ducros, Karine Deshayes, Ambroisine Bré, Arnaud Thorette, Karol Beffa, etc.). Klarthe, mayo de 2020.[33]
- Deux mezzos sinon rien, pièces françaises et allemandes (Gounod, Santo-Saëns, Brahms, Mendelssohn, etc.). Karine Deshayes y Delphine Haidan, mezzosopranos; Johan Farjot, piano. Klarthe, septiembre de 2020.[34]
- Siam – Au fil de l'eau de Arnaud Thorette. Música de Johan Farjot. Ensemble Contraste con Sara Giraudeau, Marie Oppert, Tim dup, Albin de la Simone, Juliette, Karine Deshayes, Rosemary Standley, Gérard Jugnot, François-Xavier Demaison, Ariane Ascaride, Yanowski, Vanille. Flammarion Jeunesse, septiembre de 2020